# 贺万里
賀萬里（1962年1月5日— ），中國著名畫家，美術理論家，中國裝置藝術理論研究奠基人。

## 生平
生于安徽合肥，籍貫河北。以中國山水畫潑彩山水潑墨聞名。南京艺术学院美术学博士毕业，后任职于扬州大学艺术学院 教授、硕士生导师。中国美术家协会会员。江苏省美术家协会会员。他兼任清代扬州画派研究会会长，以及石河子大学新疆大山水画研究所副所长，还有石河子大学西部绘画研究所研究员。
主要研究领域涉及中国古代绘画理论、中西美术史、中国现代艺术、动漫理论等，尤以装置艺术理论见长。20世纪90年代以来，在《文艺研究》、《美术观察》、《美苑》、《艺术探索》、《中国画研究》、《宁夏大学学报》等公开出版的有影响的中文核心期刊或专业性刊物上发表学术论文50余篇。

## 出版著作
- 《装置艺术研究》 1999 中国文联出版社
- 《光影与色彩》（译著） 2001 江苏美术出版社
- 《永远的前卫：中国现代艺术的反思与批判》 2003 郑州大学出版社
- 《谁在附庸风雅》2005 上海书画出版社
- 《鹤鸣九天：中国古代绘画的功能论》(其博士毕业论文)
- 《美术刀客：贺万里艺术论评集》2005 天津人民美术出版社
- 《中国山水画通鉴：维扬异趣》 2006 上海书画出版社
- 《中国当代装置艺术史(1979-2005)》2008 上海书画出版社

## 书画成就
- 在2001年获得海峡两岸书画名家邀请展金奖。
- 在2006年纪念孙中山诞辰140周年中国书画名家作品大展金奖。

## 主要展事
- 海峡两岸书画名家交流展，2000年，台北、南宁。一等奖
- 纪念孙中山诞辰140周年中国书画名家邀请展，2001，台北、南宁。金奖
- 当代著名书画家精品年展，2002，台湾阿里山
- 贺万里泼彩山水画暨学术文献展，2006，扬州
- 美术刀客----贺万里泼彩艺术精品展，2007，广州
- 千岛湖名家名湖书画精品展，2007，杭州淳安
- 首届中国美术教师艺术作品年度展，2007，沈阳。
- 走近番禺·2008全国书画名家新春雅集，2008，广州
- 周积寅教授从艺五十周年暨七十华诞师生书画展，2008，南京

## 相关参考
- 扬州大学新闻  http://www.yzu.edu.cn/bmweb/xcb/xiaobao/go.asp?id=2761%5B%5D
- 扬州大学艺术学院网站  http://www.yzu.edu.cn/xyweb/ysxy/rencaipeiyang/15/2006061709135289.html （页面存档备份，存于）